# Erasmus Rotenbucher
Erasmus Rotenbucher (auch Rothenpucher, Rottenbücher, eigentl. Haunreuter, auch Hannreither, Haureuther; * um 1525 im seinerzeit bayerischen Braunau am Inn; † 13. (?, begraben 15.) Juli 1586 in Nürnberg) „Erasmus Hannreuter Bavarus“ immatrikulierte sich im Juni 1543 in Wittenberg. Er wurde Mitverweser des Egidiengymnasiums in Nürnberg und Liedersammler.
Er war ein großer Musikliebhaber und -kenner und gab aus Anlass geselliger Zusammenkünfte zwei große Sammelwerke heraus, eines mit geistlichen und eines mit weltlichen Gesängen für Tenor- und Basssänger.

## Veröffentlichungen
- Bergkreyen 1551: zu zwei Stimmen
- Sprüche aus den Psalmen und geistliche Lieder
- Schöne und liebliche Zwiegesänge (Diphona amoena et florida; selectore Erasmo Rotenbuchero, Boiaro) für zwei Stimmen; 1542–51
- Oratio paraenetica ecclesiam verbo Dei gubernari, cuius, ut inquit Augustinus, maior est autoritas, quàm omnis humani ingenij capacitas: Continens simul et boni et pij Ecclesiastae exemplum; Johannes Daubmann, Nürnberg 1551 (Google-Books).